# Sidonie Fiadanantsoa
Sidonie Fiadanantsoa (* 30. April 1999 in Sirama, Ambilobe, Madagaskar) ist eine madagassische Leichtathletin, die sich auf den Hürdenlauf spezialisiert hat und Olympiateilnehmerin ist.

## Sportliche Laufbahn
Erste internationale Erfahrungen sammelte Sidonie Fiadanantsoa im Jahr 2019, als sie bei den Afrikaspielen in Rabat ins Finale über 100 m Hürden gelangte und dort ihr Rennen nicht beenden konnte. Zudem belegte sie mit der madagassischen 4-mal-100-Meter-Staffel in 46,02 s den fünften Platz. 2022 startete sie über 60 m Hürden bei den Hallenweltmeisterschaften in Belgrad und kam dort mit 8,21 s nicht über die erste Runde hinaus. Im Juni belegte sie dann bei den Afrikameisterschaften in Port Louis in 13,49 s den sechsten Platz über 100 m Hürden und gelangte mit der Staffel mit 46,48 s ebenfalls auf Rang sechs. Anschließend siegte sie in 13,34 s beim Meeting de Dakar, ehe sie bei den Weltmeisterschaften in Eugene mit 13,57 s in der ersten Runde ausschied. Im Jahr darauf siegte sie in 13,01 s bei den Spielen der Frankophonie in Kinshasa und schied kurz darauf mit 13,18 s in der ersten Runde bei den Weltmeisterschaften in Budapest aus. 2024 gewann sie bei den Afrikaspielen in Accra in 13,19 s die Silbermedaille über 100 m Hürden hinter der Nigerianerin Tobi Amusan. Im Juni gewann sie dann bei den Afrikameisterschaften in Douala in 12,98 s die Bronzemedaille hinter der Liberianerin Ebony Morrison und Marione Fourie aus Südafrika. Im August schied sie bei den Olympischen Sommerspielen in Paris mit 13,12 s in der Hoffnungsrunde aus. 
2025 erreichte sie bei den Hallenweltmeisterschaften in Nanjing das Halbfinale im 60-Meter-Hürdenlauf und schied dort mit 8,11 s aus.

## Persönliche Bestleistungen
- 100 m Hürden: 12,85 s (+1,5 m/s), 14. Juli 2024 in La Chaux-de-Fonds
  - 60 m Hürden (Halle): 8,07 s, 7. Februar 2024 in Mondeville